# 大塞利米耶清真寺

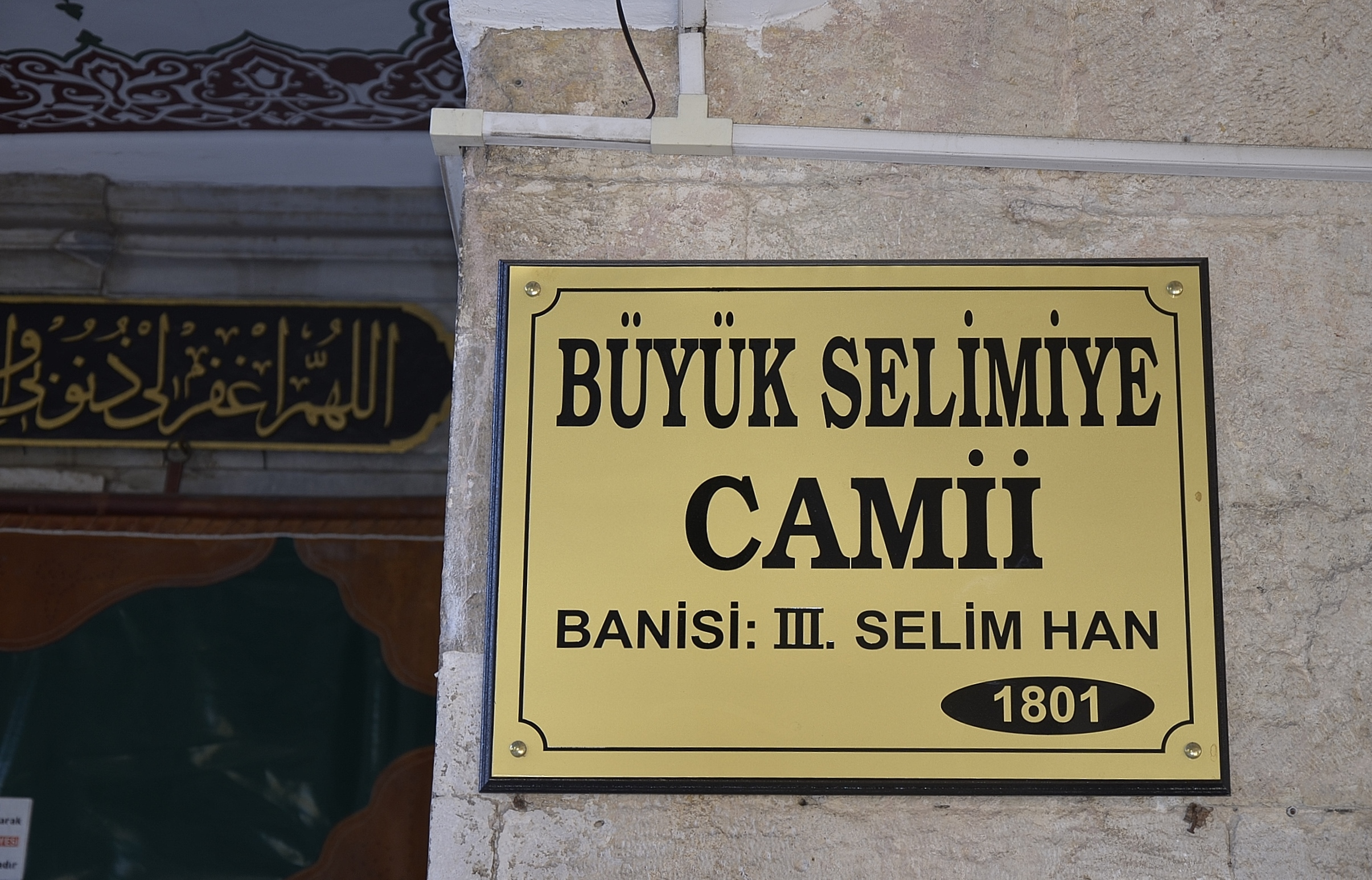

大塞利米耶清真寺（土耳其語：Büyük Selimiye Camii）是一座历史悠久的清真寺，位于土耳其伊斯坦布尔于斯屈达尔区，在塞利米耶军营对面。由奥斯曼帝国苏丹塞利姆三世建于1801年。
塞利米耶清真寺为西式，有宽阔的庭院和四个入口。清真寺完成后，原宣礼塔被认为太粗了，后来改细。清真寺被视为木工和大理石的杰作。圆顶宽14.6米，有五个窗户和四个半圆顶的支持。